# 水沢孝策
水沢 孝策（みずざわ こうさく、1890年（明治23年）4月6日 - 1968年（昭和43年））は、日本の外交官。駐パナマ公使。

## 経歴
新潟県出身。1917年（大正6年）、東京帝国大学法学部政治科を卒業し、外交官及領事官試験に合格した。外務属、領事官補、スペイン公使館三等書記官、ドイツ大使館三等書記官、ポーランド領事館領事、ロサンゼルス領事、アメリカ合衆国大使館二等書記官、同一等書記官を歴任。1933年（昭和8年）、外務書記官・調査部第二課長となり、翌年には香港総領事に転じた。1937年（昭和12年）、ホノルル総領事に就任し、1939年（昭和14年）に駐パナマ公使に任命された。
1940年（昭和15年）に退官した後は、南洋拓殖株式会社顧問を務めた。

## 栄典
- 1940年（昭和15年）8月15日 - 紀元二千六百年祝典記念章[4]